# Acht Artikelen van Londen
De Acht Artikelen van Londen, ook bekend als het Protocol van Londen van 21 juni 1814, waren een geheime overeenkomst tussen de ‘Grootmachten’: het Verenigd Koninkrijk van Groot-Brittannië en Ierland, koninkrijk Pruisen, keizerrijk Oostenrijk en keizerrijk Rusland om het huidige grondgebied van België en Nederland toe te kennen aan Willem I der Nederlanden, toenmalig soeverein vorst van het Soeverein Vorstendom der Verenigde Nederlanden. Hij accepteerde deze toekenning op 21 juli 1814.

## Achtergrond
In het begin van 1814 wankelde het rijk van Napoleon Bonaparte door de gezamenlijke aanval van de Bondgenoten. Nederland, dat bij het Besluit van Rambouillet van 9 juli 1810 was geannexeerd, was reeds geëvacueerd door de Franse bezettingstroepen. Op 6 december 1813 had Willem Frederik, oudste zoon van de laatste stadhouder van de voormalige Republiek der Zeven Verenigde Nederlanden, aanspraak gedaan op de macht met de titel “soeverein vorst”. In de voormalige Oostenrijkse Nederlanden, veroverd door Frankrijk in 1794 en geannexeerd in 1795, boekten de Bondgenoten snelle vooruitgang. Dit gaf het probleem van wat te doen met dit land. De dertig vooraanstaande families van Brussel spraken de voorkeur uit voor de restauratie van Oostenrijkse gouverneur-generaal en dit werd in februari 1814 voorlopig ingesteld door Bondgenoten als hun militaire overheid (zie: Generaal-gouvernement (1814-1815)). Evenwel, Oostenrijk zelf gaf blijk van weinig belangstelling voor dit territorium zodat de Bondgenoten in de geheime bijlagen bij het Verdrag van Chaumont het land voorlopig toewezen aan de nieuwe Nederlandse staat. Op 30 mei werd dit geformaliseerd met het Verdrag van Parijs waarbij het België van de linkeroever van de Maas werd toegewezen aan Nederland, maar de beslissing over het rechteroevergebied werd uitgesteld tot later. Hoe dit te structureren moest echter nog worden beslist, en daarbij waren daar ook nog de in Chaumont geuite verwachtingen van de vertegenwoordigers van België die op één of andere manier moeten worden beloond. Deze “losse eindjes” werden behandeld in een protocol dat later bekend zou worden als de Acht Artikelen van Londen.

## Het protocol
De algemene strekking van het protocol werd bepaald door de Prins zelf in een brief van 16 mei aan zijn minister van Buitenlandse zaken, baron Van Nagell. Van Nagell presenteerde dit in de vorm van een diplomatieke nota aan de Britse ambassadeur in Den Haag, Lord Clancarty, die het op 25 mei verder doorspeelde aan de Britse Minister van Buitenlandse Zaken, Henry Robert Stewart, burggraaf van Castlereagh, die op dat moment samen met de Prins in Parijs was voor het ondertekenen van het verdrag. Op 30 mei stuurde de Prins toen het definitief ontwerp, opgesteld door Anton Reinhard Falck, aan de ministers van de andere drie Grootmachten, Metternich, Nesselrode en Hardenberg. Het verdrag werd ondertekend door de vertegenwoordigers van de vier Grootmachten op 21 juni in Londen met slechts een omkering in de volgorde van artikelen 7 en 8.
De tekst van de Artikelen was als volgt:
Artikel 1De unie zal vertrouwelijk en volledig zijn, zodat de twee landen slechts één enkele staat zullen vormen, onder de reeds bestaande grondwet van Nederland die met wederzijdse toestemming zal worden gewijzigd waar nodig.
Artikel 2Er zal geen verandering in die artikelen van de grondwet zijn welke aan alle godsdiensten gelijke bescherming en voorrechten verzekeren en de toelaatbaarheid waarborgen van alle burgers, onafhankelijk van godsdienst, aan openbare betrekkingen en waardigheden.
Artikel 3De Belgische provincies zullen op een evenredige manier vertegenwoordigd worden in de Generale Staten, wier zittingen, in tijd van vrede, beurtelings in een Nederlandse en Belgische stad gehouden zullen worden.
Artikel 4Alle inwoners van Nederland aldus hebbende gelijke constitutionele rechten, zullen gelijke voorrechten hebben op alle commerciële en andere rechten waartoe hun omstandigheden aanleiding geven, zonder enig belemmering of obstakel op te leggen aan om het even welk profijt van anderen.
Artikel 5Onmiddellijk na de vereniging, zullen de provincies en de steden van België worden toegelaten tot de handel en de navigatie van de Kolonies van Holland op dezelfde basis als de Nederlandse provincies en de steden.
Artikel 6De schulden aangegaan enerzijds door de Nederlanders en anderzijds door de Belgische provincies zullen ten laste komen van de openbare schatkist van Nederland.
Artikel 7De uitgaven vereist voor het bouwen en onderhouden van de grensvestingen van de nieuwe Staat zullen gedragen worden door de openbare schatkist als betreffende de veiligheid en de onafhankelijkheid van alle provincies van de gehele natie.
Artikel 8De kosten van de aanleg en het onderhoud van de dijken zullen gedragen worden door de direct betrokken districten, behalve in het geval van een buitengewone ramp.
Volgens een tegelijkertijd ondertekend protocol baseerden de Grootmachten hun besluit om België op te delen op het veroveringsrecht.
Zij drukten hun wens uit om de meest perfecte “versmelting” van de twee landen te bewerkstelligen; zij nodigden de Prins uit het Verdrag, alsmede de benoeming tot Gouverneur-Generaal van België, te accepteren en om in een liberale geest stappen te zetten om de gewenste versmelting te bewerkstelligen. Willem accepteerde dit op 21 juli.

## Afloop
Willem benoemde op 1 augustus Godert van der Capellen tot luitenant-gouverneur-generaal van de Belgische provincies. Hij probeerde later om de goedkeuring voor de Nederlandse grondwet te krijgen van de (zorgvuldig geselecteerde) vertegenwoordigers van de Belgische bevolking, maar ontmoette oppositie van diegenen die hem verdachten van plannen om de positie van de Katholieke Kerk in die provincies te ondermijnen. Terwijl dit proces van onderhandeling zich voortsleepte, was Napoleon uit zijn ballingschap op het eiland Elba ontsnapt en begon zijn Honderddaagse Regering. Deze periode van opschudding zette Willem ertoe aan om zich op 16 maart uit te roepen tot Koning van het Verenigd Koninkrijk der Nederlanden. Terwijl daags voor de Slag bij Waterloo (op het grondgebied van de nieuwe staat), het gevaar van een Napoleontische restauratie nog bestond, werd op 9 juni de vorming van die staat gehomologeerd door de Slotakte van het Congres van Wenen. Na de nederlaag van Napoleon op 18 juni, werd het proces om de grondwet door de Belgen goed te keuren uiteindelijk geforceerd doordat Willem de onthoudingen en de tegen-stemmen wegens godsdienstige zorgen als “stilzwijgende goedkeuring” meetelde in de volksstemming van 18 augustus. Hierdoor kon Willem zich op 21 september formeel als Koning van het nieuwe koninkrijk laten ingehuldigen.